# Sindhurakshak
Sindhurakshak (S63) war ein dieselelektrisches U-Boot der indischen Marine. Es zählt zur Sindhughosh-Klasse. Es wurde in Sankt Petersburg gebaut und im Jahr 1997 in Dienst gestellt.

## Dienstzeit

### Bau und Überführung
Während seiner Bauzeit wurde das Boot zunächst mit der russischen Kennung B-477 geführt und am 24. Dezember 1997 an Indien übergeben. Von diesem Zeitpunkt an trug es den Namen Sindhurakshak und die Kennung S63. Das Boot wurde nach Indien überführt und dort in Mumbai stationiert.

### Feuer und Modernisierung
2010, als das Boot im indischen Marinestützpunkt Visakhapatnam lag, gab es eine Explosion im Batterieraum durch austretenden Wasserstoff aus einer der Zellen, bei der ein Besatzungsmitglied starb und zwei weitere verletzt wurden. Das Boot wurde anschließend nach Sewerodwinsk verlegt, wo es im August 2010 eintraf um zum Projekt 08773 modernisiert zu werden. Kern der Modernisierung war die Ausrüstung des Bootes zum Einsatz von Marschflugkörpern des Typ Klub-S, hinzu kamen moderne Funk- und Sonarsysteme russischer und indischer Bauart. Die Arbeiten waren Ende 2012 abgeschlossen. Nach Testschüssen mit den neuen Marschflugkörpern wurde das Boot am 26. Januar 2013 an die indische Marine übergeben. Die Besatzung begann mit der erneuten Überführung nach Mumbai, die bis April 2013 andauerte. Dabei wurde das Boot in flachem Wasser vor der ägyptischen Küste im März 2013 von einem schweren Sturm überrascht und die Ägyptische Marine musste das Boot in den Hafen von Port Said einschleppen.

### Unfall
Am frühen Morgen des 14. August 2013 brach während der Nachtschicht ein Feuer an Bord aus, das nach etwa zwei Stunden eine schwere Explosion auslöste, die den Druckkörper des Bootes beschädigte. So drang Wasser in den Rumpf ein und das U-Boot sackte an seiner Anlegestelle auf den an dieser Stelle sieben Meter tiefen Hafengrund der Marinewerft von Mumbai. Die 18 an Bord befindlichen Besatzungsangehörigen kamen ums Leben. Bis zum 11. September 2013 wurden 12 Leichen geborgen.

## Hebung
Das Boot sollte von kommerziellen Bergungsfirmen gehoben werden. Dazu wurde eine weltweite Ausschreibung initiiert. Der Auftrag wurde schließlich an die Resolve Marine Group vergeben, die das Boot am 3. Juni 2014 mit mehreren Pontons vom Grund des Hafenbeckens hob. Das Boot soll nun untersucht werden, um die Ursache der Explosion zu ermitteln.
Anschließend wurde die Unfallursache untersucht. Dem vorläufigen Untersuchungsbericht zufolge brach das Feuer aus, weil Munition explodiert war. Die Munition explodierte während des Aufmunitionierens, weil Sicherheitsregeln verletzt wurden.

## Verbleib
Die Sindhurakshak sollte nicht wieder in Dienst gestellt, sondern abgewrackt werden. Im März 2017 wurde sie aus dem Flottenregister gestrichen und im Juni 2017 auf hohe See geschleppt und versenkt. Das Meer ist an dieser Stelle mehr als 3000 m tief.